# قائمة قادة الولايات الستة (الثورة الجزائرية)
عرفت الثورة صراعات وأزمات داخل الولايات، ومنها الولاية الأولى التي أصبحت ضعيفة بعد إستشهاد مصطفى بن بولعيد بحكم الصراعات الداخلية، والتي عادة ما فسرت بالصراعات القبلية والعروشية السائدة في منطقة الأوراس، والتي برزت إلى السطح بمجرد إستشهاد القائد الكاريزماتي للمنطقة بن بولعيد. كما عرفت المنطقة مساع من بعض الجهات من أجل الاستقلال عن الولاية الأولى وهو مايعرف بقضية سوق أهراس ومساعي عمار بوقلاز لتحويلها إلى ولاية عسكرية لذاتها، فأدى ذلك إلى ظهور ما يعرف بالقاعدة الشرقية، والتي كانت تتحكم في عبور الأسلحة وإيصالها إلى الولايات العسكرية الشرقية، فأصبحت بذلك الولايات الأولى والثانية والثالثة تحت رحمة قيادة القاعدة الشرقية، كما كانت الولايات الرابعة والخامسة تحت رحمة القيادة الموجودة بالمغرب لأنها تتحكم في السلاح الآتي من الخارج وخاصة من أوروبا.
اقدم تحية للعائلة حسين صونيا على دعمهم

## المناطق العسكرية عند اندلاع الثورة
هذه قائمة لأسماء قادة المناطق أثناء الثورة.
| الترتيب                           | الصورة | قائد المنطقة    | النائب           | مـن | إلـى | ملاحظات |
| --------------------------------- | ------ | --------------- | ---------------- | --- | ---- | ------- |
| 1 المنطقة الأولى (أوراس النمامشة) |        | مصطفى بن بولعيد | شيهاني بشير      |     |      |         |
| 2 المنطقة الثانية (قسنطينة)       |        | ديدوش مراد      | زيغود يوسف       |     |      |         |
| 3 المنطقة الثالثة (القبائل)       |        | كريم بلقاسم     | أعمر أوعمران     |     |      |         |
| 4 المنطقة الرابعة (لجزائر)        |        | رابح بيطاط      | سويداني بوجمعة   |     |      |         |
| 5 المنطقة الخامسة (وهران)         |        | العربي بن مهيدي | عبد الحفيظ بوصوف |     |      |         |

## التقسيم خلال مؤتمر الصومام
في مؤتمر الصومام تم تنظيم المنطقات فأصبحت تسمية المنطقة بالولاية وعُينت حدود كل ولاية بما فيها الولاية السادسة التي اُحدث أخيرا كما تأكد إلحاق ناحية سوق أهراس بالولاية الثانية والأولى، ولكن هذه الناحية سرعان ما أصبحت منطقة حرة مستقلة عن الولاية الثانية والأولى ومن جهة أخرى قُسمت الولايات إلى مناطق والمنطقة إلى نواحي والناحية إلى قسمات.
وهذه قائمة أسماء قادة الولايات الستة حسب الترتيب التاريخي.
| الترتيب                           | الصورة | قائد الولاية            | مـن                   | إلـى            | ملاحظات |
| --------------------------------- | ------ | ----------------------- | --------------------- | --------------- | ------- |
| 1 الولاية الأولى (أوراس النمامشة) |        | مصطفى بن بولعيد         | أكتبر 1954            | مارس 1956       |         |
|                                   |        | خلاف داخل قيادة الولاية | من مارس 1956          | إلى ديسمبر 1956 |         |
| 2                                 |        | محمود الشريف            | ديسمبر 1956           | ديسمبر 1957     |         |
| 3                                 |        | محمد لعموري             | ديسمبر 1957           | أفريل 1958      |         |
| 4                                 |        | أحمد نواورة             | أفريل 1958            | نوفمبر 1958     |         |
| 5                                 |        | عبيدي محمد الطاهر       | نوفمبر 1958           | جوان 1959       |         |
| 6                                 |        | مصطفى مراردة            | جوان 1959             | ماي 1960        |         |
| 7                                 |        | علي سوايعي              | ماي 1960              | فبراير 1961     |         |
| 8                                 |        | الطاهر زبيري            | فبراير 1961           | يوليو 1962      |         |
| 1 الولاية الثانية (قسنطينة)       |        | ديدوش مراد              | أكتوبر 1954           | جانفي 1955      |         |
| 2                                 |        | زيغود يوسف              | من جانفي 1955         | سبتمبر 1956     |         |
| 3                                 |        | لخضر بن طوبال           | سبتمبر 1956           | يوليو 1957      |         |
| 4                                 |        | علي كافي                | يوليو 1957            | جوان 1959       |         |
| 5                                 |        | صالح بوبنيدر            | جوان 1959             | يوليو 1962      |         |
| 1 الولاية الثالثة (القبائل)       |        | كريم بلقاسم             | أكتوبر 1954           | يوليو 1957      |         |
| 2                                 |        | محمدي السعيد            | يوليو 1957            | ديسمبر 1957     |         |
| 3                                 |        | عميروش آيت حمودة        | ديسمبر 1957           | مارس 1959       |         |
|                                   |        | خلاف داخل قيادة الولاية | بين محند أولحاج وميرة | إلى أكتوبر 1959 |         |
| 4                                 |        | محند أولحاج             | أكتوبر 1959           | يوليو 1962      |         |
| 1 الولاية الرابعة (الجزائر)       |        | رابح بيطاط              | أكتوبر 1954           | جانفي 1955      |         |
| 2                                 |        | سويداني بوجمعة          | جانفي 1955            | أفريل 1956      |         |
| 3                                 |        | أعمر أوعمران            | أفريل 1956            | ديسمبر 1956     |         |
| 4                                 |        | سليمان دهيليس           | ديسمبر 1956           | ديسمبر 1957     |         |
| 5                                 |        | أمحمد بوقرة             | ديسمبر 1959           | ماي 1959        |         |
| 6                                 |        | محمد زعموم              | ماي 1959              | يوليو 1960      |         |
| 7                                 |        | جيلالي بونعامة          | يوليو 1960            | أوت 1961        |         |
| 8                                 |        | يوسف الخطيب             | أوت 1961              | يوليو 1962      |         |
| 1 الولاية الخامسة (وهران )        |        | العربي بن مهيدي         | أكتوبر 1954           | ماي 1956        |         |
| 2                                 |        | عبد الحفيظ بوصوف        | ماي 1956              | يوليو 1957      |         |
| 3                                 |        | هواري بومدين            | يوليو 1957            | أكتوبر 1958     |         |
| 4                                 |        | العقيد لطفي             | أكتوبر 1958           | مارس 1960       |         |
| 5                                 |        | بن حدو بوحجر            | مارس 1960             | يوليو 1962      |         |

- الولاية السادسة حُلّت في سنة 1960.

| الترتيب                     | الصورة | قائد المنطقة                      | مـن       | إلـى       | ملاحظات |
| --------------------------- | ------ | --------------------------------- | --------- | ---------- | ------- |
|                             |        |                                   |           |            |         |
| 1 الولاية السادسة (الصحراء) |        | علي ملاح                          | أوت 1956  | ماي 1957   |         |
| 2                           |        | أحمد بن عبد الرزاق حمودة (الحواس) | ماي 1957  | مارس 1959  |         |
| 3                           |        | الطيب الجغلالي                    | مارس 1959 | يوليو 1959 |         |
| 4                           |        | محمد شعباني                       | 1960      | 1962       |         |

## القاعدة الشرقية
عرفت ثورة التحرير الجزائرية تطورا ملحوظا بين سنوات 1954-1956 مما أدى إلى إنشاء قاعدتين لها سنة 1957 واحدة على الحدود الجزائرية التونسية عرفت باسم القاعدة الشرقية (سوق أهراس)،  وأخرى على الحدود الجزائرية المغربية.ويدخل ذلك في إطار إستراتجية الثورة للاستفادة من الدعم الخارجي والتصدي لخطي شال وموريس ، أبان الاحتلال الفرنسي للجزائر ويعتبر عمارة العسكري هو قائد للقاعدة الشرقية التي كانت مستقلة عن الولايتين الأولى والثانية، من أشهر المجاهدين الذين كانوا في القاعدة الطاهر زبيري، محمد الشريف مساعدية، دراية أحمد، من أهم المعارك التي جرت في المنطقة معركة سوق أهراس الكبرى، الشهيرة (أم المعارك) سنة 26 أبريل 1958
| الترتيب           | الصورة | قائد القاعدة        | مـن         | إلـى        | ملاحظات |
| ----------------- | ------ | ------------------- | ----------- | ----------- | ------- |
| 1 القاعدة الشرقية |        | عمارة العسكري       | ديسمبر 1956 | أكتوبر 1958 |         |
| 2                 |        | العقيد محمد عواشرية | أكتوبر 1958 | أفريل 1959  |         |